# Julius Komárek

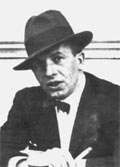
Julius Komárek (vor 1930)

Julius Komárek (* 15. August 1892 in Markt Eisenstein; † 7. Februar 1955 in Prag)  war ein tschechischer Zoologe, Universitätsprofessor, Autor zoologischer Bücher und Mitglied der AV ČR.

## Leben
Julius Komárek wurde 1892 auf Schloss Eisenstein als Sohn von Julius Komárek sen., Oberförster der hiesigen Hohenzollernschen Ländereien, und der Maria geb. Šámal geboren. Die Eltern stammten aus dem tschechischsprachigen Prager Bürgertum. 1932 erhielt Komárek seine Professur, arbeitete von 1940 bis 1945 am Staatlichen Forschungsinstitut für Waldschutz und Jagd in Jíloviště. Von 1947 bis 1948 berief man ihn zum Dekan der Universität. Später ernannte man ihn zum ordentlichen Mitglied der Tschechischen Akademie der Wissenschaften und Kunst, ordentlichen Mitglied der Masaryk Akademie, des Tschechischen Forschungsrats und der Königlichen böhmischen Gesellschaft der Wissenschaften. Einen Großteil seiner Zeit verbrachte Komárek mit Reisen und Erforschung der Fauna auf dem Balkan.
Er veröffentlichte zahlreiche Bücher über die Tierwelt, die Natur und Reiseberichte durch den Balkan.